# Râul Salcia Mare
Râul Salcia Mare este un afluent al râului  Ialpug care trece prin unele localități din centrul Republicii Moldova, precum Baimaclia,  Carbalia. 
Râul izvorăște la 1 km spre sud de satul Baimaclia. Se revarsă în râul Ialpug pe malul drept, la 13 km de la gură, la 0,5 km spre sud-est de satul Ciumai. Afluenții principali sunt: râul Salcia Mică (de pe malul stîng, la 16 km de la gură, lungimea 37 km), râul Salcia (de pe malul stâng, la 4 km de la gură, lungimea 29 km). Rîul mai primește 41 de afluenți sub 10 km lungime, cu o lungime totală de 156 km.